# Adolfo Antonio Suárez Rivera
Adolfo Antonio Suárez Rivera (9. ledna 1927, San Cristóbal de las Casas – 22. března 2008, Monterrey) byl mexický arcibiskup a kardinál.

## Stručný životopis
Po studiích v mexických seminářích v Chiapas, v Xalapě a v Montezumě byl vyslán dokončit svá studia v Římě a v roce 1952 tam byl vysvěcen na kněze.Po svěcení se vrátil do Mexika, kde působil v pastoraci. V roce 1971 byl jmenován sídelním biskupem diecéze Tepic, roku 1980 biskupem v Tlalnepantla. V roce 1983, byl jmenován sídelním arcibiskupem v Monterrey, jímž byl až do své emeritace v roce 2003. Papež Jan Pavel II. ho dne 26. listopadu 1994 kreoval kardinálem knězem s titulárním kostelem Nostra Signora di Guadalupe a Monte Mario. Kardinál Suárez Rivera zemřel v roce 2008 a je pochován v katedrále v Monterrey.